# Wincenty Balicki
Wincenty Balicki (ur. w 1798, zm. w 1844) – duchowny, kaznodzieja, działacz kulturalny i pisarz.

## Życiorys
Urodził się w Tarnowie. Studiował we Lwowie, gdzie przyjął święcenia kapłańskie. Był plebanem (przez pewien czas posługiwał na parafii w Lisigórze).
Po osiedleniu się na Warmii, przyjął luteranizm.
Członek i współpracownik założenia uczonego imienia Ossolińskich we Lwowie.

### Twórczość
- Kazania na wszystkie niedziele i święta[1][2] (2t., 1835)
- Miasto Tarnów pod względem historycznym, statystycznym, topograficznym i naukowym[3].